# Camden (Tennessee)
Camden ist eine Stadt (mit dem Status „City“) und Verwaltungssitz des Benton County im US-amerikanischen Bundesstaat Tennessee. Das U.S. Census Bureau hat bei der Volkszählung 2020 eine Einwohnerzahl von 3.674 ermittelt.

## Geografie
Camden liegt im mittleren Nordwesten Tennessees, rund 3 km westlich des hier zum Kentucky Lake aufgestauten Tennessee River, der über den Ohio zum Stromgebiet des Mississippi gehört. Die Grenze zu den Nachbarstaaten Missouri und Arkansas verläuft rund 150 km westlich und wird vom Mississippi gebildet. Die Grenze zu Kentucky verläuft rund 60 km nördlich.
Die geografischen Koordinaten von Camden sind 36°03′32″ nördlicher Breite und 88°05′52″ westlicher Länge. Das Stadtgebiet erstreckt sich über eine Fläche von 14,7 km².
Nachbarorte von Camden sind Big Sandy (22,2 km nördlich), Eva (9,6 km östlich) und Bruceton (14,2 km westlich).
Die nächstgelegenen größeren Städte sind Evansville in Indiana (278 km nordnordöstlich), Tennessees Hauptstadt Nashville (135 km östlich), Chattanooga (356 km südöstlich) und Tennessees größte Stadt Memphis (224 km südwestlich).

## Verkehr
Der U.S. Highway 641 führt in Nord-Süd-Richtung durch den Westen der Stadt. Im Stadtzentrum treffen die Tennessee State Routes 1, 69 und 141 zusammen. Alle weiteren Straßen sind untergeordnete Landstraßen, teils unbefestigte Fahrwege sowie innerörtliche Verbindungsstraßen.
Von West nach Ost führt eine Eisenbahnlinie für den Frachtverkehr der CSX Transportation (CSXT) durch das Stadtgebiet von Camden.
Mit dem Benton County Airport befindet sich 7,6 km südlich des Stadtzentrums ein kleiner Flugplatz. Der nächste Verkehrsflughafen ist der Nashville International Airport (150 km östlich).

## Bevölkerung
Nach der Volkszählung im Jahr 2010 lebten in Camden 3582 Menschen in 1552 Haushalten. Die Bevölkerungsdichte betrug 243,7 Einwohner pro Quadratkilometer. In den 1552 Haushalten lebten statistisch je 2,22 Personen.
Ethnisch betrachtet setzte sich die Bevölkerung zusammen aus 92,7 Prozent Weißen, 4,1 Prozent Afroamerikanern, 0,4 Prozent amerikanischen Ureinwohnern, 0,3 Prozent Asiaten sowie 0,7 Prozent aus anderen ethnischen Gruppen; 1,7 Prozent stammten von zwei oder mehr Ethnien ab. Unabhängig von der ethnischen Zugehörigkeit waren 3,2 Prozent der Bevölkerung spanischer oder lateinamerikanischer Abstammung.
21,1 Prozent der Bevölkerung waren unter 18 Jahre alt, 56,3 Prozent waren zwischen 18 und 64 und 22,6 Prozent waren 65 Jahre oder älter. 54,4 Prozent der Bevölkerung waren weiblich.

Das mittlere jährliche Einkommen eines Haushalts lag bei 28.141 USD. Das Pro-Kopf-Einkommen betrug 16.589 USD. 32,3 Prozent der Einwohner lebten unterhalb der Armutsgrenze.

## Bekannte Bewohner
- Tom C. Rye (1863–1953) – 36. Gouverneur von Tennessee (1915–1919) – geboren und aufgewachsen in Camden